# Matteo Silva
Matteo Silva, pseudônimo de Matteo Silvano Cappelletti (Ulm, 17 de outubro de 1960) é um editor, produtor discográfico e etnomusicólogo alemão-italiano.

## Biografia
Nascido na cidade de Ulm, Alemanha, e crescido em Bolonha e Lugano, Suíça, Matteo Silva estudou composição no conservatório Giuseppe Verdi em Milão com Niccolò Castiglioni.
Fundador do selo discográfico independente “Amiata Records” e redator radiofônico, colaborou com a “Rede 2” da rádio suíça italiana e produziu para o grupo RCS e a editora Fabbri a “Enciclopedia delle Musiche del Mondo” em 65 volumes.
Para o grupo “Espresso- La Reppublica” produziu a série de discos a respeito da “Musica del Mondo”, publicados semanalmente juntos com “l´Espresso”. Tal publicação foi a primeira na Itália que contribuiu para que um vasto público tomasse conhecimento de músicas de culturas desconhecidas e, aparentemente, longínquas, normalmente originárias de países fora da comunidade europeia. 
Produziu para as gravadoras Wergo, Naive, Musico of the World e Amiata Records mais de 100 discos de música contemporânea e étnica nos Estados Unidos, Alemanha, França e Itália. 
Em 2000 é um dos fundadores da gravadora Skeye Music com a qual traz a Itália Carla Bruni e o seu primeiro álbum “Quel qu´um m´à dit”, grupos como “Overhead” , bem como, demais músicos franceses e ingleses.
Entre os artistas produzidos por Matteo Silva estão: Arvo Pärt, Terry Riley, Steve Reich, Sainkho, Ustad Nishat Khan, os irmãos Mancuso, Le Faraualla, Sangita Badhyopadhnay, Michael Vetter, Hans Otte, Gabin Dabiré, o Clube Musical Oriente Cubano, Chögyal Namkhai Norbu, os monges do monastério Tibetano de Sera, i Bauls de Bengala.
Esteve frequentemente na Ásia, em particular nas regiões do Himalaia, onde documentou e gravou muitas cerimônias musicais em risco de extinção como a etnia Bön e Gurung e se empenhou, particularmente, na documentação de inúmeras cerimônias budistas tibetanas, em exílio, como também nos cantos tradicionais dos nômades de Kham (Tibet Oriental), o qual gerou o lançamento de alguns discos.
Na Itália foi o criador, junto com o musicólogo Walter Maioli, do projeto de arqueologia musical Synaulia, no qual é também produtor e editor.
Para a Amiata Records lançou dois volumes “La musica dell´antica Roma vol. I Strumenti a fiato, vol. II strumenti a corda”.
Como compositor lançou os álbuns de música eletrônica Ad Infinitum (1993) e Omphalos (2001). 
Além da atividade de produtor e de editor musical Matteo Silva atua como professor, autor de ensaios, poesia e prosa. Como musicólogo escreveu Music for Peace (1999), Beyond Music (2004), Copyright in digital media (2008).
Atualmente, reside entre Florença e Roma. Ministra aulas na “European School of Economics” em Londres e Roma.

## Prêmios
- 1998 Deutscher Schallplattenpreis[1] para o disco  Naked Spirit de Sainkho Namtchylak
- 2000 Naird Award como melhor produção independente de música antiga
- 2002 Diapason d'or para o CD  Bella Maria dei Fratelli Mancuso

## Discografia
Como compositor:
- Matteo Silva, Ad Infinitum, Amiata Records, Firenze  1993
- Matteo Silva, Omphalos, Amiata Records, Firenze 2001

Como produtor discográfico:
- Adea, Day & Night, Amiata Records, Firenze 1996
- Alexandra - Arrigo Cappelletti,    Terras Do Risco, Amiata Records, Firenze 2001
- Alon Michael, Israel Edelson,    Meditations of the Heart Vol. I, Amiata Records, Firenze 1998
- Amelia Cuni, Werner Durand,    Ashtayama, Amiata Records, Firenze 1999
- Andrea Ceccomori & Antonio Rossi,    The Celestine Suite, Amiata Records, Firenze 1998
- Andrea Donati,    Ape Regina, Amiata Records, Firenze 1997
- Andrea Donati,    Le Ciel De Ma Memoire, Amiata Records, Firenze 1995
- Angelo Riccardi,    Song of Enlightnment, Amiata Records, Firenze 1994
- Antonio Breschi,    At the edge of the night, Amiata Records, Firenze 1994
- Antonio Breschi,    Toscana, Amiata Records, Firenze 1996
- Antonio Infantino,    Tara'ntrance, Amiata Records, Firenze 2004
- Antonio Infantino & I Tarantolati,    Tarantella Tarantata, Amiata Records, Firenze 1996
- Astor Piazzolla, Thomas Fortmann,    Tango Catolico, Amiata Records, Firenze 1994
- Auria Vizia,    New Dawn of the Sacred Flames, Amiata Records, Firenze 1997
- Auria Vizia,    Music for The Seven Chakras, Amiata Records, Firenze 1996
- Ayub Ogada,    Tanguru,
- Chogyal Namkhai N. Rinpoche    Chöd, Cutting Through Dualism, Amiata Records, Firenze 1992
- Chogyal Namkhai Norbu & Matteo Silva,    Music for the Dance of Vajra, Amiata Records, 2000
- Fabio Forte,    Asia Blue, Amiata Records, Firenze 2001
- Faraualla,    Sind', Amiata Records, Firenze 2002
- Faraualla,    Faraualla, Amiata Records, Firenze 1999
- Flavio Piras,    The Hands, Amiata Records, Firenze 1996
- Fratelli Mancuso,    Cantu, Amiata Records, Firenze  2002
- Fratelli Mancuso,     Requiem, Amiata Records, Firenze 2008
- Fratelli Mancuso & Antonio Marangolo,    Bella Maria, Amiata Records, Firenze 1998
- Gabin Dabiré,    Kontomè, Amiata Records, Firenze 1996
- Gabin Dabiré,    Afriki Djamana, Amiata Records, Firenze 1994
- Gaspare Bernardi,    L'Arco Terrestre, Amiata Records, Firenze 2001
- Gianfranco Pernaiachi,    Abendland, Amiata Records, Firenze 1996
- Hans Otte,    Aquarian Music, Amiata Records, Firenze 1994
- Igor Koshkendey,    Music From Tuva, Amiata Records, Firenze 1997
- In a Split Second,    It Happens, Amiata Records, Firenze 1997
- Krishna Bhatt    Kirwani, Music from India, Amiata Records, Firenze 1995
- La Famille Dembelè,    Aira Yo, La Dance Des Jeunes Griots, Amiata Records, Firenze 1996
- Marino De Rosas,    Meridies, Amiata Records, Firenze 1999
- Mark Kostabi,    Songs for Sumera, Amiata Records, Firenze 2002
- Michael Vetter,    Nocturne, Amiata Records, Firenze 1993
- Michael Vetter,    Ancient Voices, Amiata Records, Firenze 1992
- Neji,    Sat, Amiata Records, Firenze 1996
- Nouthong Phimvilayphone,    Visions of the Orient: Music from Laos, Amiata Records, Firenze 1995
- Paolo Giaro Ensemble,    Urbino, Amiata Records, Firenze 1998
- Paolo Giaro, Krishna Bhatt, D. Gosh,    Dancing In the Light of the Full Moon, Amiata Records, Firenze 19096
- Paul Badura-Skoda,    Schubert: The trout In the mirror of time, Amiata Records, Firenze 1998
- Quartetto Bernini,    J.S. BACH: L'Arte Della Fuga, Amiata Records, Firenze 2001
- Radha,    Radha, Amiata Records, Firenze 2001
- Riccardo Fassi,    In The Flow, Amiata Records, Firenze 1993
- Roberto Laneri,    Memories of the rain forest, Firenze 1993
- Sainkho Namtchylak,    Naked Spirit, Amiata Records, Firenze 1998
- Sangeeta Bandyopadhyay/Vincenzo Mingiardi,    Sangita, Amiata Records, Firenze 2004
- Savio Riccardi,    La Venere Di Willendorf, Amiata Records, Firenze 1999
- S. Reich, A. Part, L. Einaudi, H. Otte, H. M. Gorecki,    New Music Masters, Amiata Records, Firenze 1996
- Surabhi    Dreams of Sea & Sky, Amiata Records, Firenze 1996
- Synaulia,    The Music of Ancient Rome Vol. I, Amiata Records, Firenze 1996
- Synaulia,    The Music of Ancient Rome Vol. II, Amiata Records, Firenze 2002
- Terry Riley,    The Padova Concert, Amiata Records, Firenze 1992
- The Bauls Of Bengal,    A Man of Heart: Music from India, Amiata Records, Firenze 1996
- The Saexophones,    From Gesualdo To Sting, Amiata Records, Firenze 1996
- Tibetan Monks/Sera Jé Monastery    Tibet, Sera Jé, Amiata Records, Firenze 1998
- Various Artists,    Cantos a Kiterra, Amiata Records, Firenze 1999
- Ustad Nishat Khan,    Meeting Of Angels, Amiata Records, Firenze 2003
- Ustad Nishat Khan,    Raga KhanAmiata Records, Firenze 1997
- Whisky Trail,    Chaosmos, Amiata Records, Firenze 2006
- Diana Garden, La Dolce Vita, Amiata Records, Firenze 2003
- Diana Garden,    Tribe, Amiata Records, Firenze 2002
- Various Artists,    African Angels, Amiata Records, Firenze 1997
- Various Artists,    Casa Italia, Amiata Records, Firenze 2005
- Various Artists,    Celtic Angels, Amiata Records, Firenze 1997
- Various Artists,    Colors, Amiata Records, Firenze 1998
- Various Artists,    Magnificat - Music for the Jubelee 2000, Amiata Records, Firenze 2000
- Various Artists,    Mediterranean Blue, Amiata Records, Firenze 2003
- Various Artists,    Morocco - Sounds from the ancient land, Amiata Records, Firenze 1998
- Various Artists,    Premio Città Di Recanati Vol.I, Amiata Records, Firenze 2001
- Various Artists,    Premio Città Di Recanati Vol.II, Amiata Records, Firenze 2002
- Various Artists,    Sacred Planet, Amiata Records, Firenze 1998
- Various Artists,    Viva Cuba Libre, Amiata Records, Firenze 2000
- Various Artists,    Voices of Africa, Amiata Records, Amiata Records, Firenze 1997
- Various Artists,    Winds & Strings of Africa, Amiata Records, Firenze 1997
- Various Artists,    Drums of Africa, Amiata Records, Firenze 1997